# Huiloapan de Cuauhtémoc (municipalité)
La municipalité de Huiloapan de Cuauhtémoc est l'une des 212 municipalités de l'État de Veracruz, et est située dans la partie centrale de cet État. Elle se situe à l'ouest du golfe du Mexique, sur les contreforts de la chaîne de montagnes de la Sierra Madre orientale, et fait partie du bassin versant de la rivière Río Blanco, affluent nord du fleuve Río Papaloapan. Son chef-lieu est la ville éponyme de Huiloapan de Cuauhtémoc. Elle dépend de la région administrative de Las Montañas, qui est une des 10 subdivisions administratives de l'État de Veracruz. Elle fait également partie de la "Zona metropolitana de Orizaba", qui regroupe autour de la ville de Orizaba les municipalités faisant partie de sa sphère d'influence.

## Géographie
La municipalité de Huiloapan de Cuauhtémoc s'étend sur la rive sud de la rivière Río Blanco, qui forme sa limite nord. Assise sur les contreforts de la chaîne de montagnes de la Sierra Madre orientale, son altitude oscille entre 1200 et 2500 mètres. Son chef-lieu, la ville éponyme de Huiloapan de Cuauhtémoc, se situe dans la partie ouest de son territoire, en situation de conurbation avec sa voisine Nogales, qui elles-mêmes font partie de l'agglomération urbaine d'Orizaba. La localité de San Cristóbal, au nors-est, se trouve dans la même situation de conurbation avec les villes voisines de Río Blanco et d'Orizaba. Les espaces urbanisés de la municipalité sont disposés en arc de cercle sur la rive sud de la rivière Río Blanco et le long de la limite administrative, tandis que tout le reste du territoire est intégré à un vaste espace naturel protégé : le Parc national Cañón del Río Blanco. Le territoire de la municipalité couvre une superficie de 18,7 km2, et était peuplé en 2015 de 7221 habitants, pour une densité de 387 habitants par km2.
Cette municipalité fait partie de la Zona metropolitana de Orizaba (es), qui est composée des municipalités de Orizaba, Ixtaczoquitlán, Camerino Z. Mendoza, Río Blanco, Nogales, Mariano Escobedo, Ixhuatlancillo, Rafael Delgado, Atzacan, Maltrata, Huiloapan de Cuauhtémoc et Tlilapan, pour une population totale de 465 175 habitants.
Elle est limitrophe au nord de celles d'Orizaba, de Río Blanco et de Nogales, au sud de celle de Camerino Z. Mendoza, et à l'est de celle de Rafael Delgado.

## Composition et démographie
La municipalité était composée en 2015 de 6 localités, dont une seule était considérée comme urbaine, les autres étant rurales.
| Localité                | Population |
| ----------------------- | ---------- |
| Huiloapan de Cuauhtémoc | 4125       |
| San Cristóbal           | 1482       |
| Donato Guerra           | 627        |
| Paredón Viejo           | 508        |
| Potrerillo              | 8          |
| Total population        | 6750       |

En plus de l'espagnol, plusieurs langues amérindiennes sont parlées dans la municipalité, dont les principales sont par ordre d'importance : le nahuatl, et de manière plus marginale le mazatèque et le mazahua.

## Histoire
Entre 1522 et 1524, l'ancienne compagne et traductrice d'Hernán Cortés, La Malinche, épousa à Huiloapan l'un des lieutenants de Cortés, Juan Jaramillo.
Au lendemain de l'indépendance du Mexique, Huiloapan de Cuauhtémoc dépendait de la municipalité de Nogales.

## Économie

### Agriculture et élevage
La superficie des parcelles semées représentait en 2019 une surface totale de 37 hectares, parmi lesquels 18 hectares étaient voués à la culture du caféier, 11 hectares étaient voués à la culture du maïs, et 8 hectares étaient voués à celle du haricot.
En 2019, la production de viande par tonnes comprenait 2 tonnes de viande bovine, 20,3 tonnes de viande porcine, 0,2 tonne de viande ovine, 0,1 tonne de viande caprine, 0,3 tonne de volailles, et 1,6 tonne de dinde. La superficie vouée à l'élevage représentait alors 64 hectares.